# ムツヘタの歴史的建造物群
ムツヘタの歴史的建造物群（ムツヘタのれきしてきけんぞうぶつぐん）は、ジョージア（グルジア）の古都ムツヘタに残る3件のキリスト教建造物を対象とするUNESCOの世界遺産リスト登録物件である。かつてイベリア王国の首都であり、グルジア正教会（ジョージア正教会）にとっても重要な地位を占め続けたムツヘタの教会建造物群は、中世コーカサス地方の文化水準の高さや教会建築の様式を伝える優れた例証として評価され、1994年に「バグラティ大聖堂とゲラティ修道院」とともに、ジョージア初の世界遺産として登録された。2009年からは管理計画の問題点などを理由として、危機にさらされている世界遺産（危機遺産）リストにも登録されたが、2016年の第40回世界遺産委員会でリストからの除去が決定した。
登録時点での名称は「ムツヘタの都市-博物館保護区」だったが、2005年に現在の名称に変更された。

## 歴史

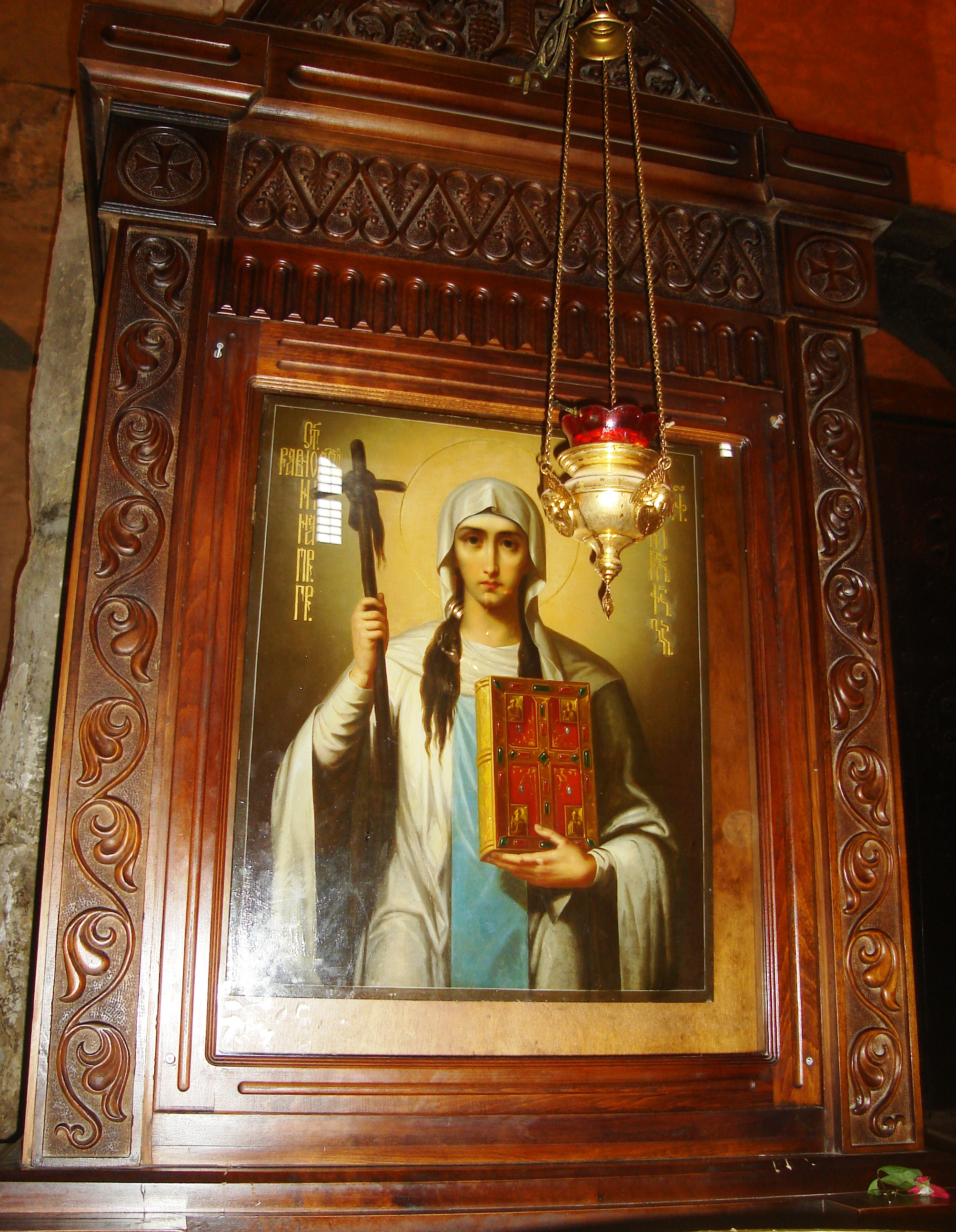
スヴェスティツホヴェリ大聖堂の聖女ニノのイコン

温和な気候と肥沃な土地に恵まれているムツヘタは交通の要衝にあり、紀元前4世紀にイベリア王国の首都になった。西暦334年には聖女ニノの働きかけによって、キリスト教がイベリア王国の国教と定められ、首都ムツヘタにも最初の木造聖堂が建設された。この時期がムツヘタの最盛期であったが、6世紀には首都がトビリシに移った。町の規模は小さくなったが、その後も総主教座が残るなど、グルジア正教の中心地であり続けた。

## 登録対象
当初の登録名はあたかもムツヘタの都市そのものが世界遺産になったかのようだったが、実際に登録されているのは、聖女ニノの伝説ともゆかりが深い以下の3件のキリスト教建造物である。

### スヴェティツホヴェリ大聖堂
スヴェティツホヴェリ大聖堂 (Sveti Tskhoveli Church, ID708-001) の登録面積は 2.33 haで、緩衝地域は設定されていない。
キリスト教がイベリア王国の国教となった後、ムツヘタの王宮の庭に最初に建てられた木造聖堂の跡地に建てられたとされ、ジョージアの聖堂の中では古さと大きさの点で群を抜く。名前は「生きた柱」ないし「生命を授ける」の意味で、もともとあった木造聖堂の柱がニノの祈りで直立したという伝説にちなんでいるという。木造聖堂は5世紀に石造のバシリカとなったが、現存するのは1010年から1029年に再建されたものである。大聖堂はその後も修復や改築を経ている。
首都がトビリシに移った後も、長くグルジア正教の総主教座が置かれていた大聖堂であり、王の戴冠式などもこの大聖堂で挙行され続けた。

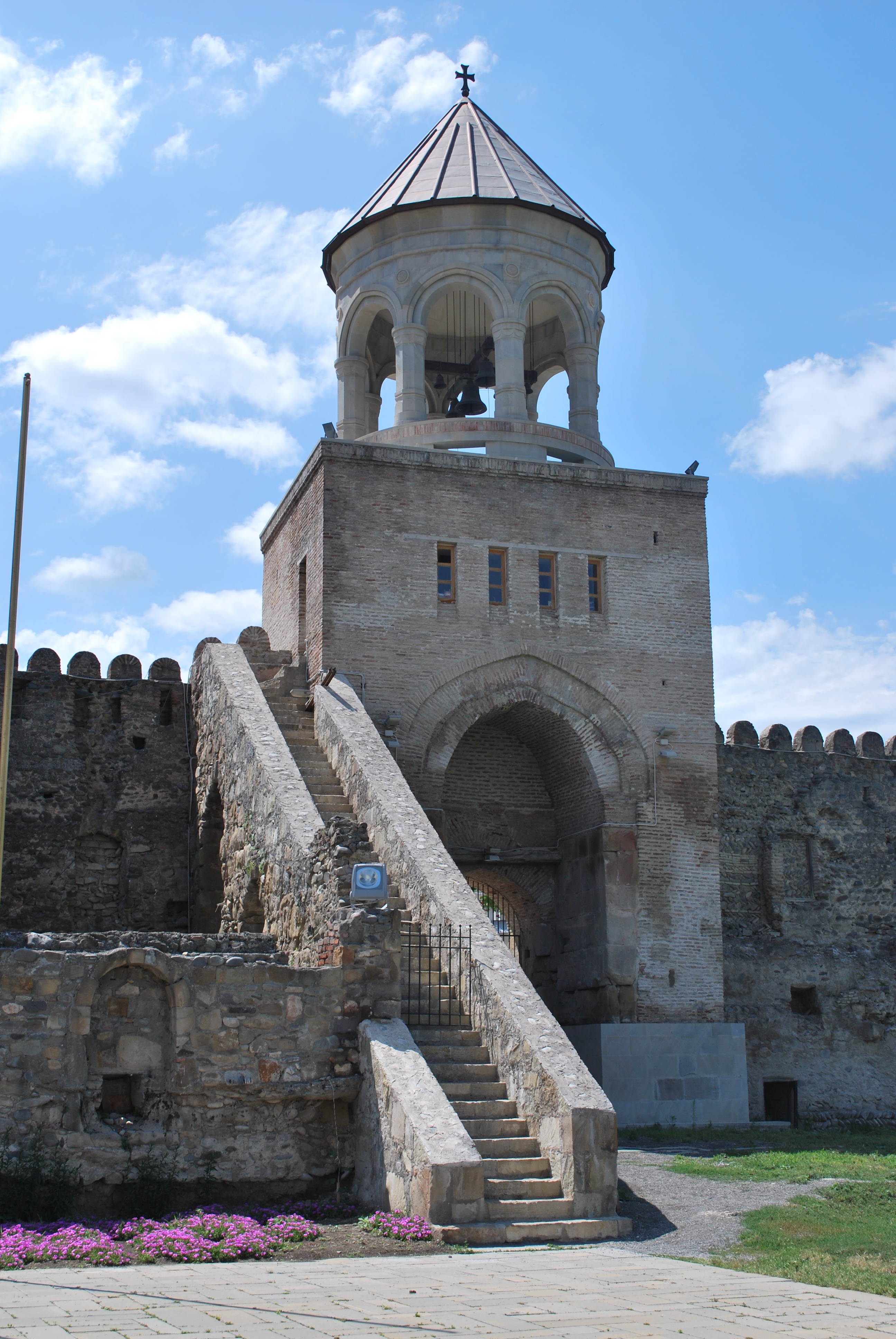
外観
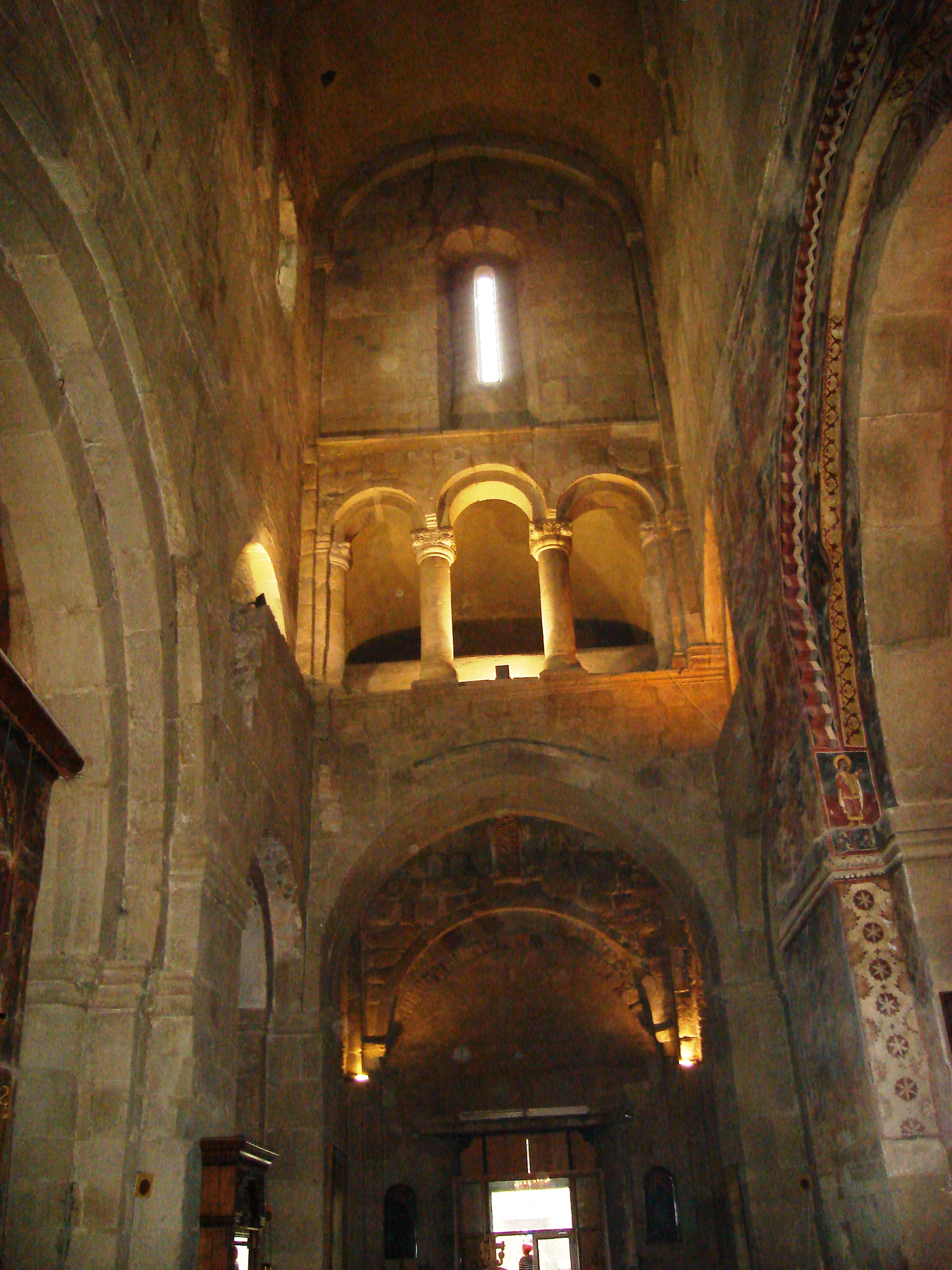
内部
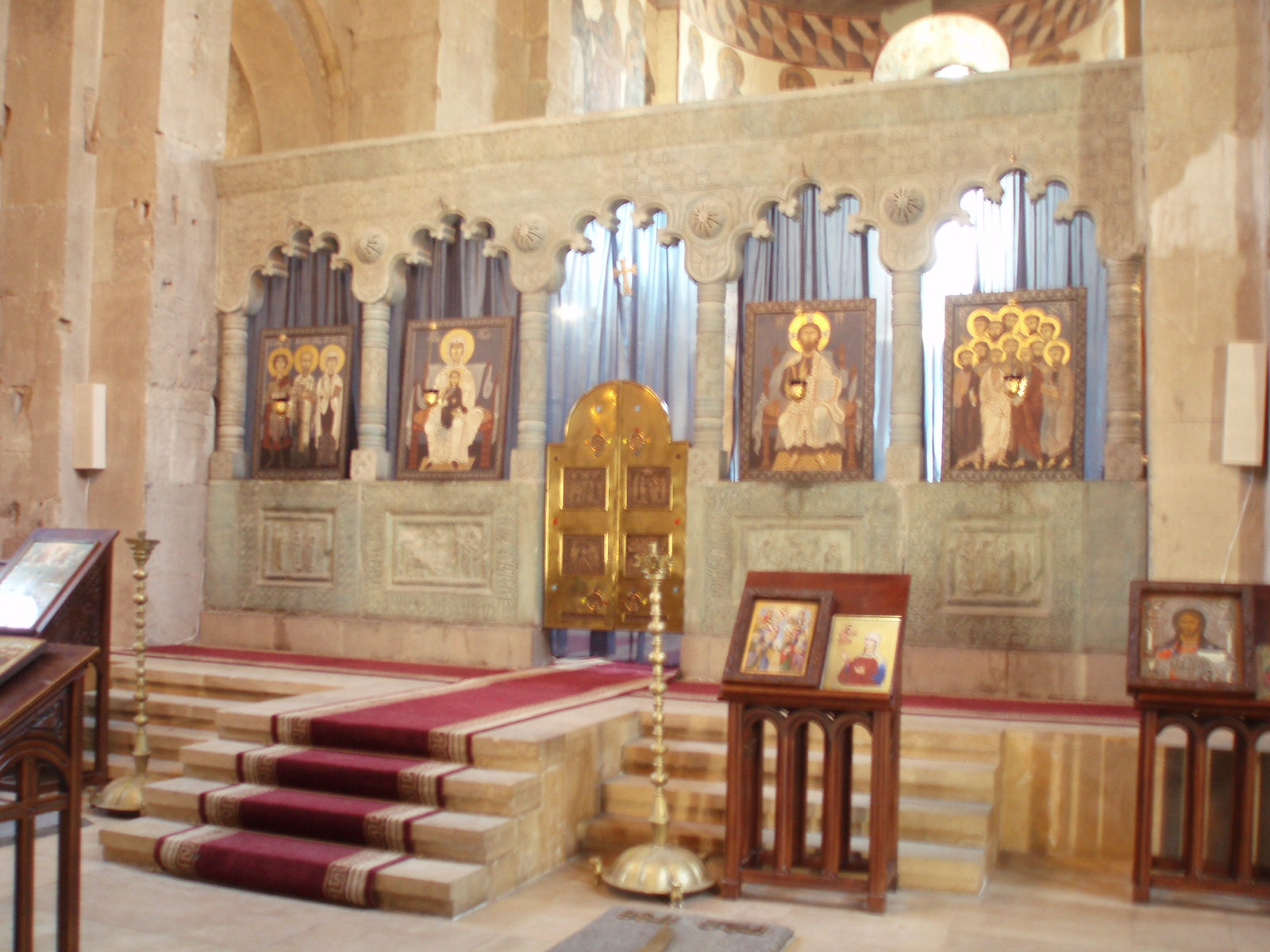
内部
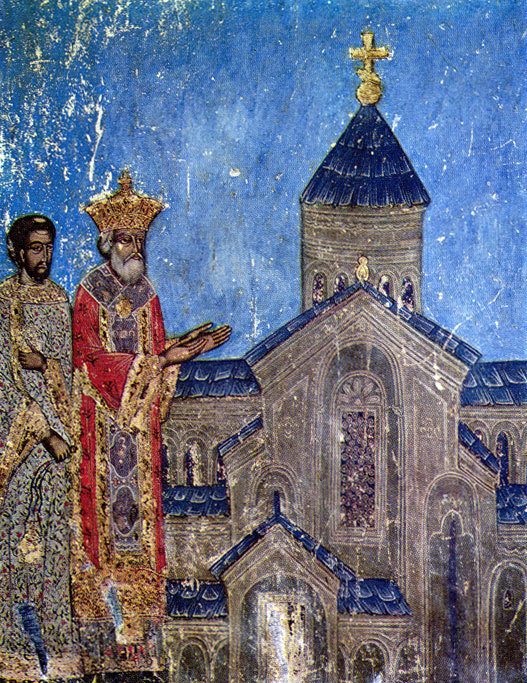
ミリアン王が描かれたフレスコ画

### サムタヴロ教会・修道院
サムタヴロ教会・修道院 (Samtavro Church and Monastery, ID708-002) の登録面積は 0.49 ha、緩衝地域は 8.73 ha である。ムツヘタ北部に残るキリスト教建築で、伝説ではニノが住んでいたことがあるとされている。最初に作られたのは4世紀の小さな聖堂で、11世紀にはより大きな聖堂が建てられた。鐘楼や修道院としての様々な建物が付随するようになったのは、16世紀以降のことである。サムタヴロには、キリスト教を国教と定めたイベリア王ミリアン3世と王妃ナナの墓も残る。

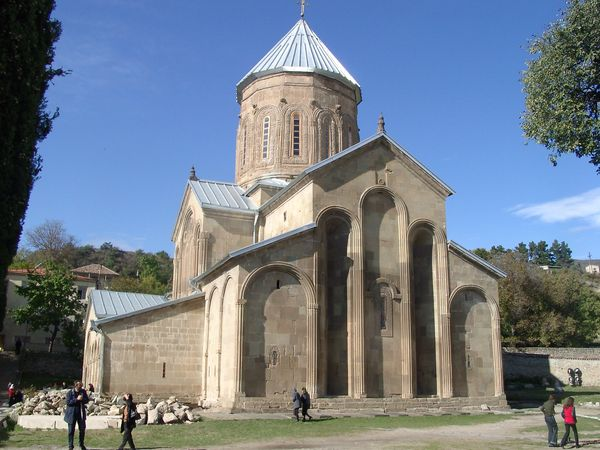
外観
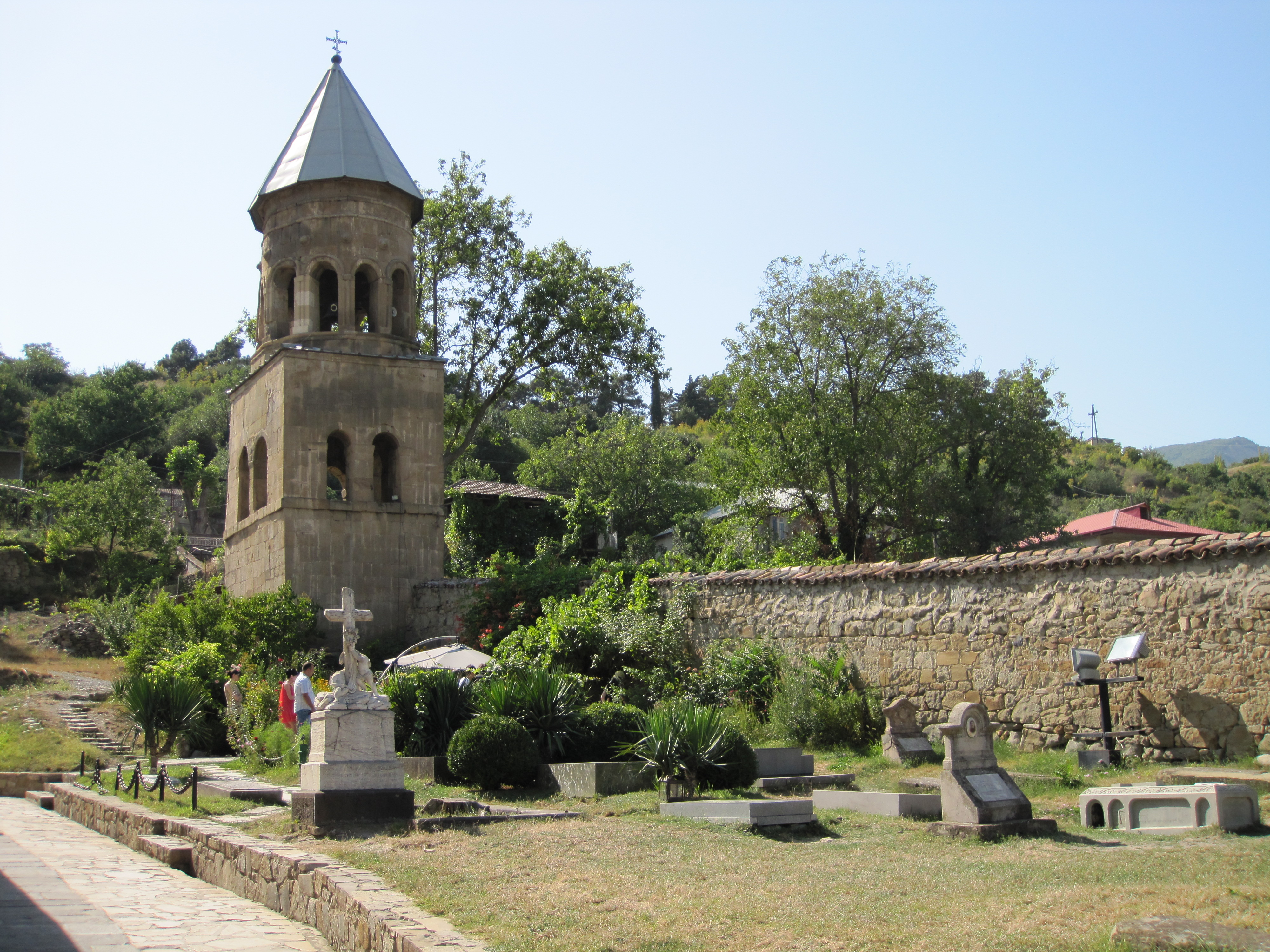
鐘楼
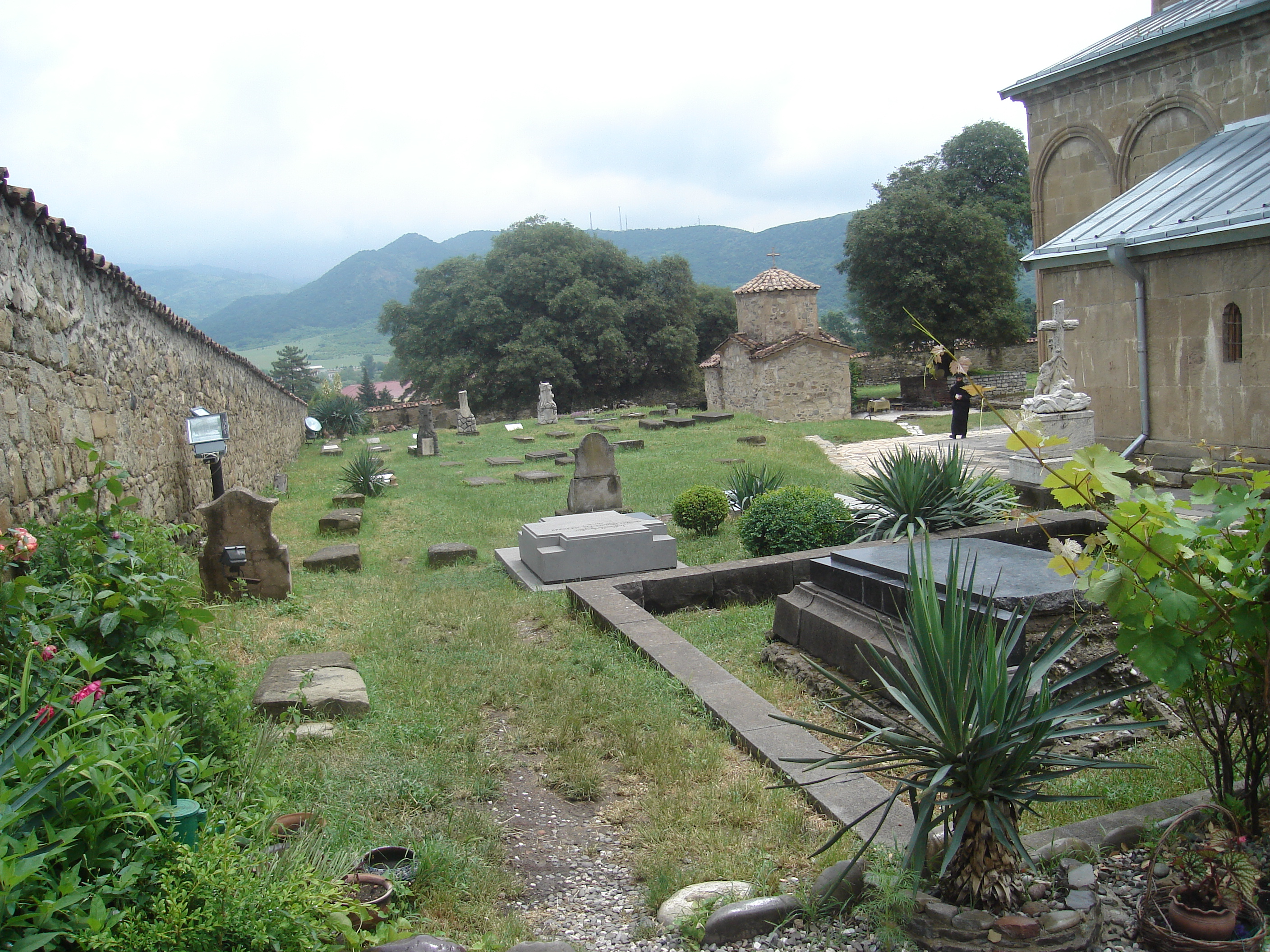
墓地
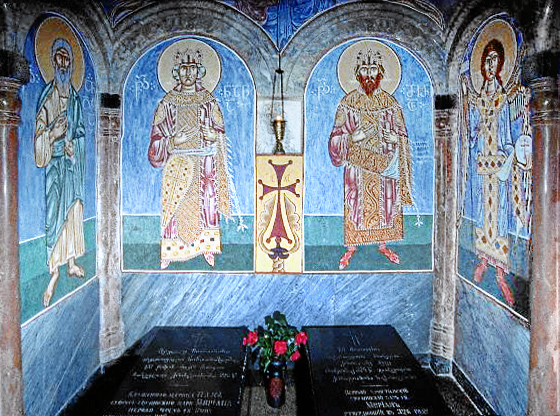
サムタヴロのミリアン王夫妻の墓所

### ムツヘティス・ジワリ
ムツヘティス・ジワリ（ムツヘタ聖十字聖堂）(Mtskhetis Jvari (The Church of the Holy Cross - Mtskheta), ID708-003) の登録面積は 1.03 haで、緩衝地域は設定されていない。
ジワリ聖堂（ジュワリ聖堂とも）は、小高い丘の上にあった異教の神殿跡にニノが十字架を建てたことに由来するとされ、ジョージア国内でも特に聖なる場所として崇められた。6世紀半ばに小さな聖堂が建てられた後、6世紀末に砂岩のより大きな聖堂に建て直された。テトラコンチと呼ばれる四葉型の建築様式はグルジア一帯の伝統的な様式に則っており、ジワリ聖堂を範として建てられた聖堂は国内に多く存在している。
ニノが建てたとされる十字架は、ジワリ聖堂内に現存している。

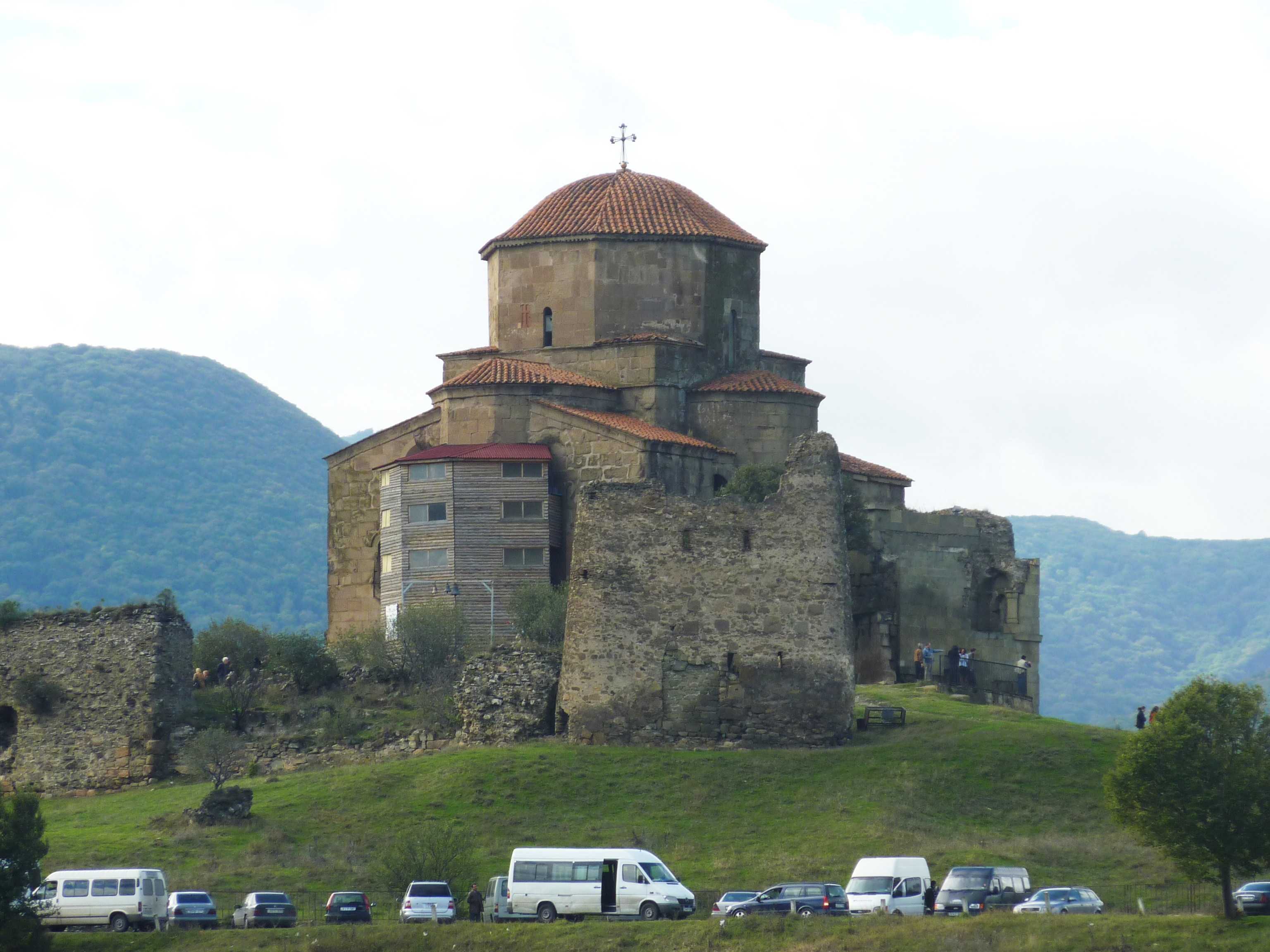
外観
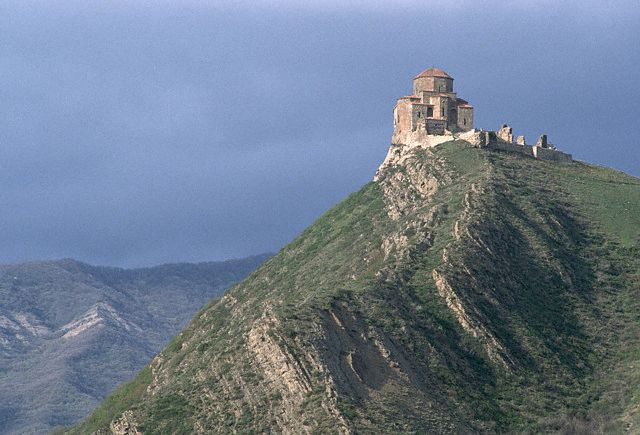
立地
聖堂内部の十字架

## 登録経緯
ジョージア当局が推薦した時点での名称は「ムツヘタの歴史的教会建造物群」（The historical church ensemble of Mtskheta / Ensemble d'églises historiques de Mtskheta）だった。登録されたときの名称は「ムツヘタの都市-博物館保護区」(The City-Museum Reserve of Mtskheta / Réserve de la ville-musée de Mtskheta) になったが、当初から名称変更の必要性が議論されており、2005年に現在の名称に変更された。

### 登録名
前述のように、当初の登録名はThe City-Museum Reserve of Mtskheta （英語）、Réserve de la ville-musée de Mtskheta （フランス語）だった。そのときの日本語訳としては以下のような表記があった。
- ムツヘタの都市-博物館保護区（日本ユネスコ協会連盟）[14]
  - 日本ユネスコ協会連盟は「ムツヘータ中世教会」[15]、「博物館都市ムツヘタ」[16]という表記も一時的に使っていた。
- ムッヘタの都市-博物館保護区（水村光男）[17]
- ムツヘタの歴史地区（ユネスコ世界遺産センター）[18]

現在の正式登録名は、Historical Monuments of Mtskheta （英語）、Monuments historiques de Mtskheta （フランス語）である。その日本語訳は資料によって以下のような違いがある。
- ムツヘタの文化財群（日本ユネスコ協会連盟）[19]
- ムツヘタの歴史的建造物群（世界遺産アカデミー）[6]
  - 以前は登録名変更後も「ムツヘタの歴史地区」[20]という表記を使っていた。
- ムツヘータの歴史的建造物群（古田陽久 古田真美）[21]
- ムツヘタの歴史的建築物群（なるほど知図帳）[22]
- ムツヘタの歴史地区（世界遺産なるほど地図帳）[23]

## 登録基準
この世界遺産は世界遺産登録基準のうち、以下の条件を満たし、登録された（以下の基準は世界遺産センター公表の登録基準からの翻訳、引用である）。
- (3) 現存するまたは消滅した文化的伝統または文明の、唯一のまたは少なくとも稀な証拠。
  - この基準は、ムツヘタのキリスト教建造物群が、コーカサス地方において大きな地位を占めていたイベリア王国の文化水準の高さを伝える優れた例証である点に適用された[24]。

- (4) 人類の歴史上重要な時代を例証する建築様式、建築物群、技術の集積または景観の優れた例。
  - この基準は、ムツヘタのキリスト教建造物群が、コーカサス地方の教会建築史において重要な意義を持っていることに対して適用された[24]。

## 危機遺産
世界遺産委員会は、ジョージア政府に対し、世界遺産登録範囲周辺の私有地の拡大や、修復や管理についての適切な計画が策定されていないことについて、しかるべき対応をとるように求めていた。しかし、十分な対応がとられていないとして、2009年の第33回世界遺産委員会で、危機にさらされている世界遺産リストへの登録を決めた。これについて、2016年の第40回世界遺産委員会では状況に改善が見られたとして、危機遺産リストからの除去が決議された。